# Sunshine (film 2007)
Sunshine è un film del 2007 diretto da Danny Boyle.

## Trama
Nell'anno 2057 il Sole si sta spegnendo, quindi il pianeta Terra e il genere umano rischiano l'estinzione a causa di un progressivo congelamento globale. Per tentare di salvarli, è stato mandato in missione un equipaggio composto da tre astronauti e cinque scienziati, a bordo dell'enorme astronave Icarus II, con l'incarico di sganciare e far detonare nella stella una gigantesca bomba atomica stellare (con massa pari a quella dell'isola di Manhattan) al fine di far ripartire le reazioni nucleari all'interno del Sole ed evitarne lo spegnimento, creando una sorta di stella dentro la stella. Sette anni prima, a svolgere la stessa missione, era stata mandata l'astronave Icarus I, di cui però si erano completamente perse le tracce prima che raggiungesse l'obiettivo. Icarus II rappresenta quindi l'ultima possibilità, perché per fabbricare la bomba è stato usato tutto il materiale fissile trovato sulla Terra.
Dopo aver perso i contatti con la Terra a seguito dell'ingresso nella zona morta del Sole (in cui non sono possibili le comunicazioni a distanza), Harvey, ufficiale addetto alle comunicazioni, durante un controllo, rileva tramite i sensori radio un segnale di soccorso da parte di Icarus I nei pressi di Mercurio, il cui nucleo ferroso si comporta come un'antenna. Poiché l'effetto della bomba è puramente ipotetico, il fisico di bordo Robert Capa suggerisce al capitano Kaneda di modificare la rotta della nave per cercare di raggiungere Icarus I e verificare in che stato sia la bomba stellare imbarcata su di essa: se fosse utilizzabile, infatti, si avrebbero a disposizione due tentativi per riaccendere il Sole. L'ingegnere di bordo Mace invece non è d'accordo con i propositi di Capa (i due avevano già litigato poco prima, in quanto Capa aveva impiegato troppo tempo per mandare un videomessaggio alla sua famiglia, e Mace non aveva potuto mandare il suo messaggio perché nel frattempo si era entrati nella zona morta) e i due entrano in conflitto; a calmare le acque interviene il dottor Searle, lo psichiatra di bordo, il quale, comprendendo che Mace si sente a disagio a causa della lontananza da casa, lo tranquillizza facendogli osservare dei filmati di scene di vita sulla Terra.
Il compito di calcolare la nuova rotta viene affidato al navigatore esperto in matematica Trey, il quale però commette un errore fatale: non considera la variazione dell'angolo di avvicinamento al Sole e di conseguenza non fa in modo che sia modificata la posizione dello scudo che protegge la nave dai fortissimi venti solari, fatto che causa il danneggiamento di alcuni pannelli per via della variazione di temperatura. Kaneda e Capa indossano delle tute spaziali ed escono dalla nave per riparare i pannelli manualmente attraverso una camminata nel vuoto. Un'appendice della nave rimane al di fuori dello scudo e viene disintegrata dal calore del Sole, che incendia due torri di comunicazione (ritenute non fondamentali) e, soprattutto, il giardino in cui si coltivano piante per avere ossigeno nella nave. Il computer di bordo entra in crisi con l'equipaggio in panico e Capa decide di rientrare per non essere investito dal calore del Sole, mentre Kaneda sceglie di sacrificarsi per riparare l'ultimo pannello.
Trey si demoralizza fortemente in quanto si ritiene colpevole della perdita del giardino e della morte di Kaneda, quindi Searle gli prescrive forti dosaggi di sedativi e antidepressivi. Icarus II raggiunge Icarus I: dopo una manovra di aggancio, un gruppo composto da Capa, Searle, Harvey e Mace entra all'interno, dove tutto è buio e ricoperto di polvere, e scopre che la bomba stellare della nave è perfettamente integra, che il giardino della nave è sorprendentemente fitto e rigoglioso (dopo sette anni di crescita incontrollata) e che sembra che i membri dell'equipaggio di Icarus I siano morti bruciati in seguito ad un'esposizione alla luce solare senza gli appositi filtri; tuttavia, anche se tutto il resto è in condizioni perfette, la nave non può essere mossa perché il computer di bordo è danneggiato irreparabilmente a seguito di un palese sabotaggio (motivo del segnale di soccorso). Il piano di prelevare la bomba di Icarus I è quindi annullato. Mace, però, nel tentativo di utilizzare il computer, avvia un filmato lasciato da Vim Pinbacker, il capitano della Icarus I, il quale, in preda ad un delirio mistico, dichiara di aver volontariamente fatto fallire la missione ed ucciso tutti i suoi uomini, convinto che la fine dell'umanità sia il volere di Dio, contro il quale non si potrebbe fare nulla.
Improvvisamente l'Icarus I si muove distruggendo il collegamento con Icarus II e bloccando i quattro uomini nel relitto. Searle decide di sacrificarsi rimanendo nella nave e lancia i tre compagni in un portellone aperto dell'Icarus II. Capa indossa l'unica tuta protettiva presente, mentre Harvey e Mace si coprono con il tessuto coibentante della nave e si aggrappano nel volo. Capa e Mace riescono a rientrare nella propria nave attraverso il portellone aperto, mentre Harvey si distacca da loro e muore perso nel vuoto cosmico. Searle intanto si suicida facendosi bruciare dai raggi solari non filtrati nell'osservatorio dell'Icarus I, soddisfacendo il suo desiderio di vedere il Sole nella sua piena luminosità. Capa, Mace, Trey, la co-pilota Cassie e la biologa Corazon, detta Cory, sono sopravvissuti, ma nella nave non resta abbastanza ossigeno affinché tutti loro riescano a raggiungere il Sole e detonare la bomba. Cory propone di uccidere Trey, ma i quattro scoprono che quest'ultimo era così depresso che si è già suicidato.
La situazione sembrerebbe quindi volgere al meglio, in quanto con solo quattro persone a bordo l'ossigeno dovrebbe bastare, però Capa esegue un controllo tramite il computer di bordo ed esso gli segnala che nella nave è presente un quinto passeggero non identificato. Andato a controllare, Capa si rende conto che il capitano Pinbacker, con il corpo completamente ustionato, è riuscito a salire a bordo della loro nave, nascondendosi nell'osservatorio, e sta cercando di sabotare anche questa seconda missione, dopo aver aspettato sette anni. Pinbacker mette fuori uso il computer della nave e uccide Cory con un bisturi per poi pedinare Cassie per la nave, mentre Mace si sacrifica eroicamente immergendosi più volte nella vasca di refrigerazione per tentare di porre rimedio al danno causato da Pinbacker. Capa si rimette la tuta spaziale ed apre manualmente il portellone della nave, svuotandola completamente dell'ossigeno, per poi entrare nel modulo bomba con Cassie e sganciarsi, lasciando che l'Icarus II venga bruciato dai venti solari. Nel modulo i due vengono raggiunti da Pinbacker, ma riescono a sfuggirgli; Capa innesca manualmente l'immensa bomba dal suo interno facendola precipitare nella stella.
Nel finale, nella baia di Sydney congelata, la sorella di Capa sta guardando l'ultima trasmissione del fratello. Ammirando il cielo con i figli, vi nota un Sole particolarmente splendente: la missione dell'Icarus II sembra avere avuto successo, considerando che Capa nel messaggio aveva spiegato che, siccome la luce solare impiega solo otto minuti ad arrivare alla Terra, sarebbe bastato accorgersi di un Sole molto luminoso per capire che l'umanità era salva.

## Cast
Il regista Danny Boyle decise di scegliere un cast artistico misto e complesso, in modo da incoraggiare un processo più democratico, similmente a come era avvenuto per il film Alien di Ridley Scott. Gli attori vennero selezionati anche in base all'etnia, in modo da rendere l'equipaggio multietnico per meglio rispondere al concetto della missione «in nome di tutta l'umanità». L'equipaggio venne comunque interpretato da attori di nazionalità americana e asiatica, supponendo che nel futuro i programmi spaziali della NASA e il programma spaziale cinese fossero comunque quelli più avanzati. Boyle venne informato che anche i programmi spaziali di Brasile e India erano piuttosto avanzati, ma decise di ignorarli per evitare di creare un cast esageratamente disparato. Il produttore Andrew Mcdonald richiese che venisse selezionato un cast che potesse ostentare un accento americano di alto livello, in modo da poter accontentare un'audience molto vasta rientrando comunque nel budget di basso livello prefissato per tale progetto.

## Produzione

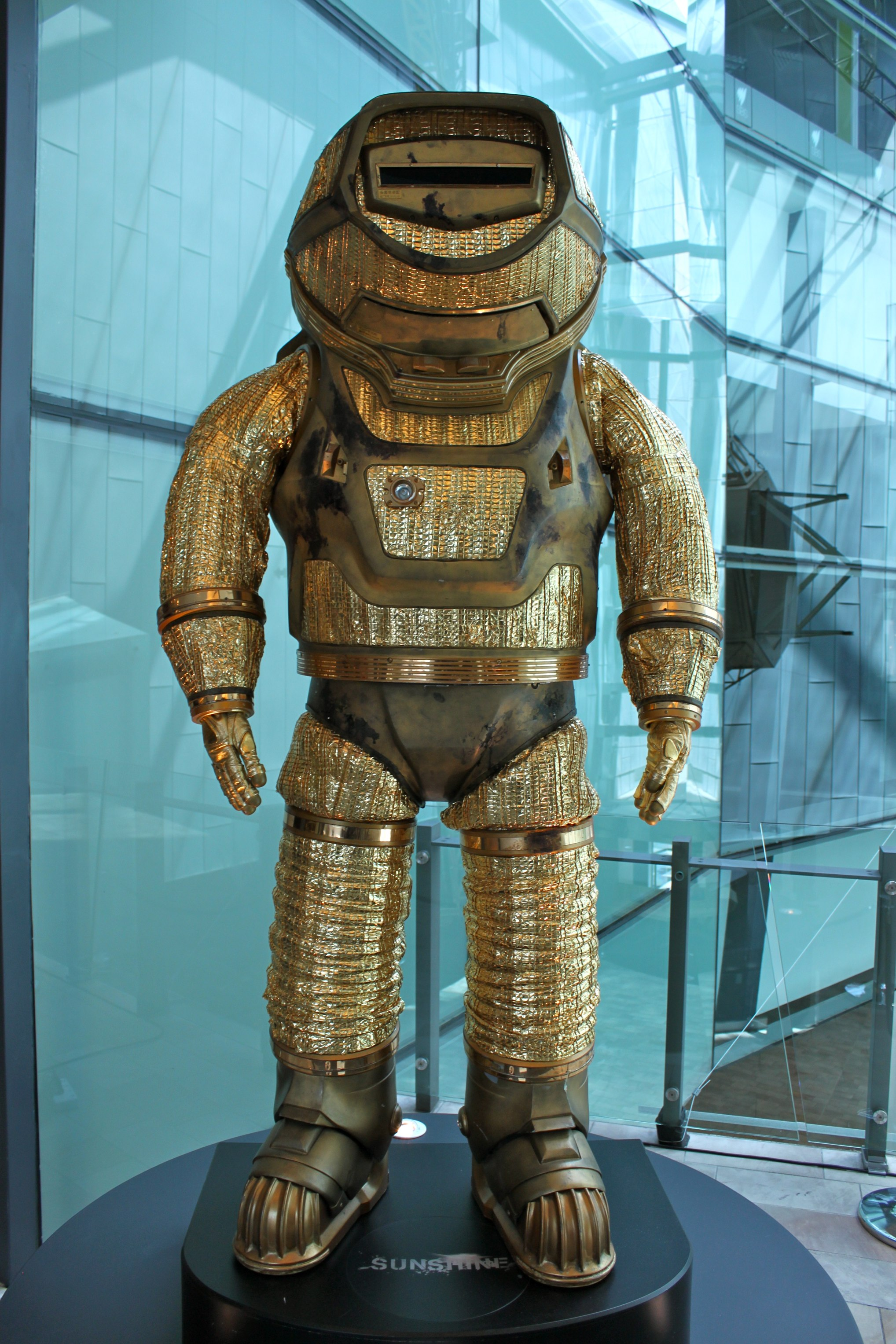
"Kenny", la tuta spaziale che protegge gli astronauti dagli effetti del Sole.

Nel marzo 2005, dopo aver ultimato Millions (2004), Danny Boyle venne preso in considerazione per dirigere 3000 Degrees, un progetto della Warner Bros. incentrato sull'incendio che nel 1999 distrusse un capannone abbandonato a Worcester in Massachusetts, causando sei morti. A causa però di controversie con i familiari delle vittime e di alcuni vigili del fuoco, il progetto venne in seguito abbandonato. Allo stesso tempo però Boyle ricevette una sceneggiatura scritta da Alex Garland, che aveva già affiancato il regista nel 2000 con The Beach e nel 2002 con 28 giorni dopo. Boyle ed il produttore Andrew Mcdonald presentarono la sceneggiatura alla 20th Century Fox, che però si dimostrò riluttante a finanziare un film simile al recente remake di Solaris, visti i bassi incassi ottenuti dalla pellicola. Il film venne quindi finanziato indirettamente, affidandosi alla Fox Searchlight Pictures. Il budget iniziale stimato però si aggirava sui 40 milioni di dollari, troppi anche per la Fox Searchlight, e quindi Mcdonald cercò altri finanziatori nel Regno Unito, ottenendo aiuti dall'Ingenious Film Partners. Con i finanziamenti pronti, il film entrò in pre-produzione con l'intenzione di proiettarlo nelle sale cinematografiche nel luglio dello stesso anno. Grazie alla precedente collaborazione con la Fox Searchlight per 28 giorni dopo, Boyle poté lavorare in completa libertà, usufruendo liberamente di un piccolo studio.
Boyle e Garland lavorarono sulla sceneggiatura per un anno, spendendo altri due anni per la produzione e il montaggio degli effetti speciali e tre mesi per ultimare le riprese. Dopo aver terminato i lavori, Boyle affermò che non avrebbe affrontato di nuovo il genere della fantascienza, citando la produzione come un'"esperienza massacrante", ma riconoscendo anche che la realizzazione di Sunshine gli ha permesso di affrontare le proprie paure riguardo ai molteplici problemi che avrebbe incontrato nella produzione di un film di tale genere.

### Sceneggiatura
(Alex Garland, sceneggiatore.)
Lo sceneggiatore Alex Garland per scrivere Sunshine si ispirò direttamente alla teoria della morte termica dell'universo, in particolare da un articolo che «proiettava il futuro dell'umanità in una prospettiva completamente scientifica ed atea». L'articolo era stato pubblicato da un periodico scientifico statunitense, e Garland si chiese cosa potrebbe succedere se il sole si spegnesse. Garland sottopose quindi la sceneggiatura al regista Danny Boyle, che la accolse di buon grado, rimuginando da tempo l'idea di girare un film fantascientifico ambientato nello spazio. Boyle e Garland lavorarono sulla sceneggiatura per un anno, ideando oltre 35 progetti durante i loro esperimenti.
Boyle considerò inoltre la storia di Sunshine come un approccio controintuitivo al problema contemporaneo del surriscaldamento globale, con la morte del sole che diventa una minaccia. Originariamente, Sunshine venne pensato con un'introduzione di una voce fuori campo che racconta dei genitori che insegnano ai figli di non guardare il sole, e di come i bambini sarebbero invece stati spinti a farlo proprio dal divieto. Boyle descrive il sole come una personalità quasi divina all'interno del film, creando una dimensione psicologica per gli astronauti a causa delle sue enormi dimensioni e della sua potenza. Il regista ha inoltre descritto l'antagonista come basato sulla luce, spiegando che «è stata abbastanza una sfida, visto che generalmente al cinema la paura scaturisce dall'oscurità e non dalla luce». I personaggi invece dovevano provare l'esperienza di un viaggio psicologico in cui ogni persona fosse stremata mentalmente e psicologicamente arrivando a mettere in dubbio le proprie convinzioni. Per catturare e trasmettere il pericolo del viaggio al quale gli attori sarebbero stati sottoposti, Boyle ha affermato di essersi ispirato alla divulgazione scientifica di Bill Bryson Breve storia di (quasi) tutto.
La storia venne inoltre scritta in parte per riflettere la brillante e «necessaria arroganza» della scienza della vita reale, nel momento in cui agli scienziati del mondo viene presentata la crisi che minaccia la Terra. L'ambientazione temporale della trama, 50 anni nel futuro, venne scelta per non sembrare troppo distante dalla realtà odierna, ma al tempo stesso per permettere un viaggio verso il sole con tecnologia avanzata e futuristica. Vari consulenti scientifici, teorici del futuro e produttori di strumentazioni tecnologiche vennero consultati per meglio delineare una strumentazione realistica.
Per ricreare l'ambientazione, Boyle e Garland, si affidarono anche a impiegati della NASA e a vari astrofisici. Un fisico in particolare, Brian Cox dell'università di Manchester, venne consultato per istruire gli attori, dopo che il regista aveva notato il lavoro svolto da Cox con il cast del programma televisivo Horizon.
Il fisico tenne regolari lezioni ai membri del cast sulla fisica del sole. Cox consigliò inoltre a Boyle e Garland di ridurre le dimensioni della bomba nucleare trasportata dall'astronave Icarus II, per parificarla alle dimensioni dell'isola di Manhattan, anziché delle dimensioni della Luna come inizialmente pensato. Nel retroscena del film, la causa della morte del Sole è una Q-ball, ma secondo Cox il Sole nella realtà non sarebbe denso abbastanza per fermare una Q-Ball. Boyle ha quindi deciso di usare arbitrariamente una licenza poetica per descrivere tale scena, impossibile nella realtà.
Nella sceneggiatura originale era inclusa anche una sottotrama romantica che trattava una scena di sesso tra i personaggi di Capa (Cillian Murphy) e Cassie (Rose Byrne) nel giardino dell'ossigeno dell'astronave. Tuttavia Boyle considerò una relazione nello spazio come una cosa troppo «imbarazzante», escludendo quindi la sottotrama amorosa, cercando ulteriormente di distaccare la parte sentimentale dei personaggi l'uno dall'altro, assicurandosi che gli attori utilizzassero poco o nessun trucco o makeup per evitare situazioni equivoche. Il regista evitò anche di includere dello humor nella sceneggiatura, con l'eccezione di poche gag. Credendo che tale umorismo si sarebbe inserito male nel contesto della storia.
(Danny Boyle)

## Accoglienza

### Critica
Il film ha ricevuto un'accoglienza critica positiva, detenendo un voto di 75% di critica positiva su Rotten Tomatoes con il seguente sottotesto: "Sunshine compie il duplice requisito necessario per diventare un classico della fantascienza: visuali abbaglianti con azione intelligente.". Roger Ebert diede il voto di 3 stelle su 4 trovando gli effetti speciali "convincenti e spietati" e definendo che il punto forte del film è il modo in cui "si concentra sull'enormità della missione e le sue conseguenze.".
Sean Axmaker, critico del Seattle Post-Intelligencer, scrisse: "Un'odissea visionaria con una grazia, stupore e un impatto visivo che richiama un 2001: Odissea nello spazio per il nuovo millennio con echi del rozzo equipaggio industriale da Alien, l'ecologia de 2002: la seconda odissea, e la sbrogliata sanità mentale di Dark Star.".

## Riconoscimenti
- 2007 – British Independent Film Award
  - Miglior contributo tecnico a Mark Tildesley